# Dębina Łętowska
Dębina Łętowska – wieś w Polsce położona w województwie małopolskim, w powiecie tarnowskim, w gminie Wojnicz.
W latach 1975–1998 miejscowość administracyjnie należała do województwa tarnowskiego.
Dębina Łętowska, notowana w źródłach od końca XVIII wieku, usamodzielniła się na początku XIX wieku, wydzielając się z Łętowic. Na terenie wsi działa Klub Sportowy Dębina.
W 2008 roku miejscowość liczyła 268 mieszkańców i miała powierzchnię 129,87 hektarów.